# Semiți
Semiții sunt grupul de popoare care vorbesc ca limbă maternă o limbă din familia limbilor semitice (parte a familiei de limbi hamito-semitice sau afro-asiatice). De fapt, denumirea este mai potrivită pentru limbi decât pentru categorisirea etnică, deoarece printre popoarele de limbi semite - de exemplu arabii și evreii - există o mare eterogenitate din punctul de vedere al trăsăturilor fenotipice și genotipice, provenită din cauza dispersării geografice, a amestecurilor și a convertirilor religioase din trecut.
După tradiția biblică, Abraham, urmașul lui Sem (ebr. Shem) care la rândul său era fiul cel mai mare a lui Noe (ebr. Noah), este tatăl lui Isaac (care este tatăl lui Iacov sau Israel) și al lui Ismael, iar prin aceasta părintele legendar al evreilor și arabilor. Principalele etnii vorbitoare de limbi semitice sunt astăzi arabii, evreii, maltezii, etiopienii (vorbitori de limbă amharică, limba tigre), arameii (doar ca minorități, mai ales în Siria, Liban și Kurdistan, vorbitori limba aramaică sau neoarameică) etc.
În antichitate, limbi semitice vorbeau și popoare care astăzi nu mai există ca atare, precum cananenii, fenicienii, amoriții, arameii, moabiții, nabateii, amoniții, akkadienii, asirienii, babilonienii, sabeii, unele triburi de hiksoși etc.
Evreii vorbesc limba semitică, ebraica, preponderent în Israel, iar în diaspora o utilizează mai mult (împreună cu aramaica) în cultul religios iudaic. Unele limbi neoarameice, precum siriaca, sunt folosite ca limbă de cult religios de unele biserici din Orientul Apropiat: biserica maronită, biserica iacobită, nestoriană, asiriană etc. 
Termenul semit a fost folosit pentru prima oară în 1781 de istoricul german August Ludwig von Schlözer, care s-a inspirat din genealogia popoarelor stabilită de tradiția biblică.